# Distretto di Tacna
Il distretto di Tacna è un distretto del Perù, facente parte della provincia di Tacna, nella regione di Tacna.